# Viscosímetre

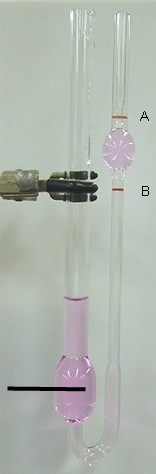
Viscosímetre d'Ostwald

Un viscosímetre és un aparell de mesura dissenyat per determinar la viscositat dinàmica, o coeficient de viscositat, d'un líquid a partir de la llei de Poiseuille.
Existeixen tres tipus de viscosímetres:
1. Viscosímetre capil·lar. El més emprat és el viscosímetre d'Ostwald, on hom mesura la velocitat d'escolament del líquid problema per mitjà d'un tub capil·lar prèviament calibrat.
2. Viscosímetre de rotació.
3. Viscosímetre de vibració.